# Homo homini lupus

Homo homini lupus est (în traducere „Omul este lup omului”) este o expresie latină din textul Asinaria de Plaut (195 Î.Ch.). Fraza integrală care a inspirat aforismul este „Lupus est homo homini, non homo, quom qualis sit non novit”. Afirmația constă în aceea că omul este inamicul omului, și face referire la ororile de care este capabilă natura umană. În contrast cu această expresie există „Omul este un lucru sacru pentru om” (lat: Homo sacra res homini), aforism originar din volumul „Scrisori către Lucilius” de Seneca. Filosoful englez Thomas Hobbes a explicat ambele aforisme în lucrarea „Despre cetățean”: „Imparțial fiind, ambele vorbe sunt adevărate: că omul este un fel de zeu pentru om; iar omul este lup pentru om. Prima este adevărată dacă comparăm cetățenii între ei, iar cea de-a doua, când comparăm orașele”.
Acesta va folosi expresia pentru a denota conceptul de stare naturală, acea stare caracterizată drept „bellum omnium contra omnes” (războiul tuturor împotriva tuturor): „Când doi sau mai mulți oameni au același scop, aceștia devin dușmani și fiecare caută să-l distrugă pe celălalt; ei nu găsesc o plăcere nici în a se întovărăși, că fiecare așteaptă ca celălalt să-l prețuiască la fel de mult cum se prețuiește el însuși, iar disprețul sau lipsa de apreciere apare drept motiv de conflict”. Această stare se va perpetua atâta timp cât există acel drept natural al fiecărui om asupra tuturor lucrurilor, inclusiv asupra trupului altcuiva. Hobbes va explicita prin acest concept cât de egoistă este natura umană și va propune un contract social prin care omul să-și cedeze drepturile (pe care le are în starea naturală) pentru a putea fi condus.

## Citări
- Erasmus discută aforismul folosit de Plaut în lucrarea Adagia (1500)
- Este folosită de Voltaire în Candide (1759) pentru a argumenta împotriva optimismului
- Se presupune că ar sta la baza lucrării „Civilizația și neajunsurile” ei de Sigmund Freud.
- Citată de Klaas Schilder în al treilea volum din Christus in Zijn Lijden
- Citată în poemul In Distrust of Merits de Marianne Moore
- În capitolul XIII al cărții Doctorul Zhivago (1957) de Boris Pasternak, naratorul remarcă următoarele în scenele și evenimentele experimentate de personajul principal când scapă de partizani în timpul războiului civil din Rusia post-revoluționară: a„Acele vremuri dau dreptate vechii zicale că omul este lup pentru om”[6].
- Citată în Eine Frau in Berlin (1959), o autobiografie postumă atribuită lui Marta Hillers.
- În filmul Fists in the Pocket (1965) regizat de Marco Bellocchio; într-un club de noapte un bărbat încearcă să-i explice unei fete semnificația expresiei.
- În lucrarea The Wine-Dark Sea (1993) de Patrick O'Brian.
- Folosită ca titlu pentru un album de către formația italiană La Locandă delle Fate
- Man is Wolf to Man (1999) a memorii de Janusz Bardach
- Motto-ul unei familii de vârcolaci în lucrarea The Fifth Elephant (1999) de Terry Pratcheet.
- Titlul episodului 14 (sezonul 1) din Law & Order: Criminal Intent.
- Titlul unui scurt metraj italian regizat de Matteo Rovere în 2006.
- Apare în jocul video Batman: Arkham Asylum (2009) în interiorul penitenciarului.
- În partea a 6-a din capitolul I al lucrării Wolf Hall (2009) scrisă de Hilary Mantel.
- Personajul Hot Coldman are expresia tatuată pe ceafă în jocul Metal Gear Solid: Peace Walker (2010)